# 米亞科希德
48°32′39″N 29°40′36″E / 48.54417°N 29.67667°E
米亞科希德（烏克蘭語：М'якохід）是位於烏克蘭西部文尼察州裏海辛區的村莊，始建於1832年，面積52.9平方公里，海拔高度145米，2001年人口1,373，人口密度每平方公里25.95人。